# Zetten
Zetten est un village situé dans la commune néerlandaise d'Overbetuwe, dans la province de Gueldre. Le 1er janvier 2008, le village comptait 5 200 habitants.
Zetten est desservi par la gare de Zetten-Andelst.

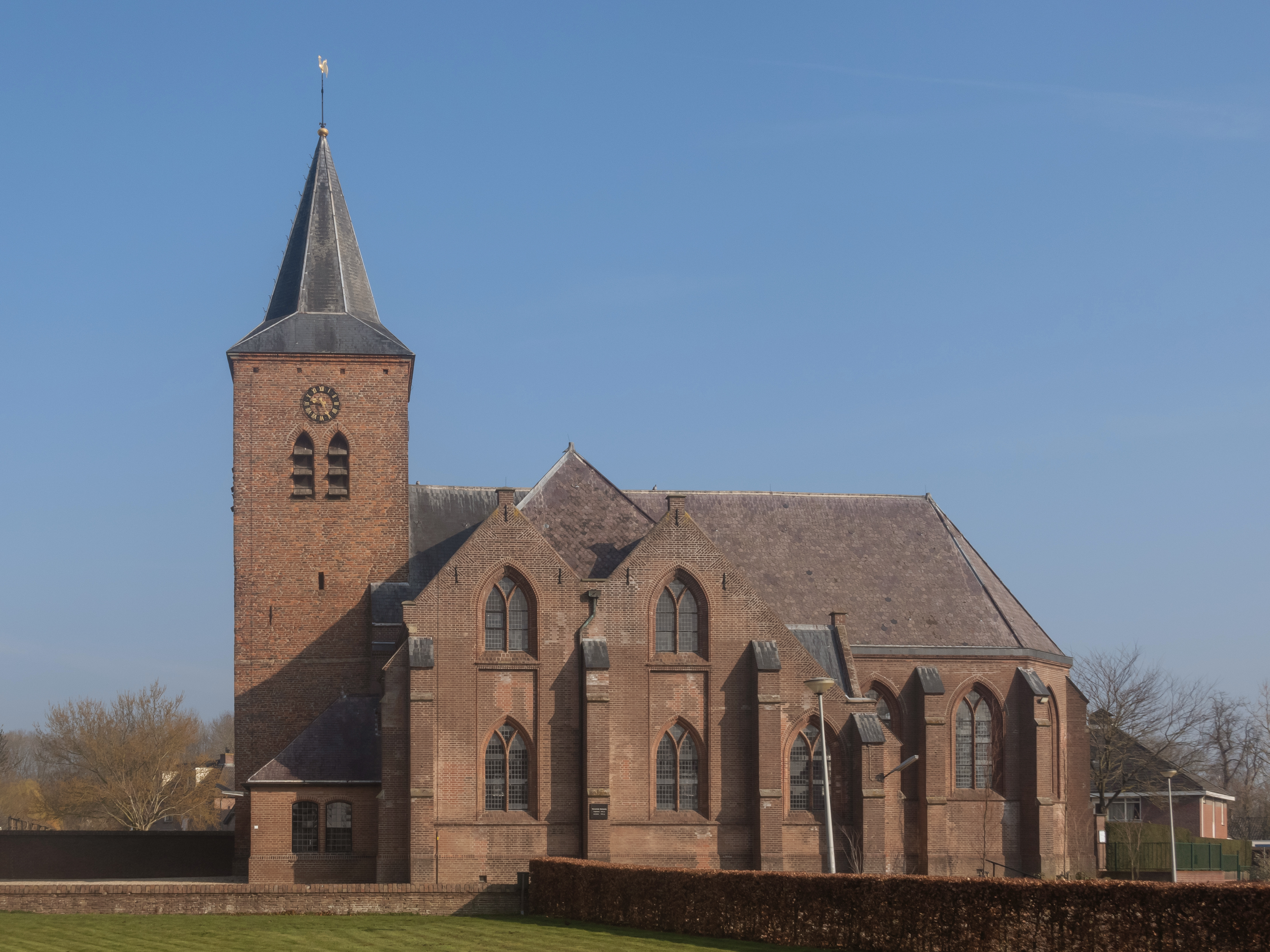
Zetten, église: de Dorpskerk

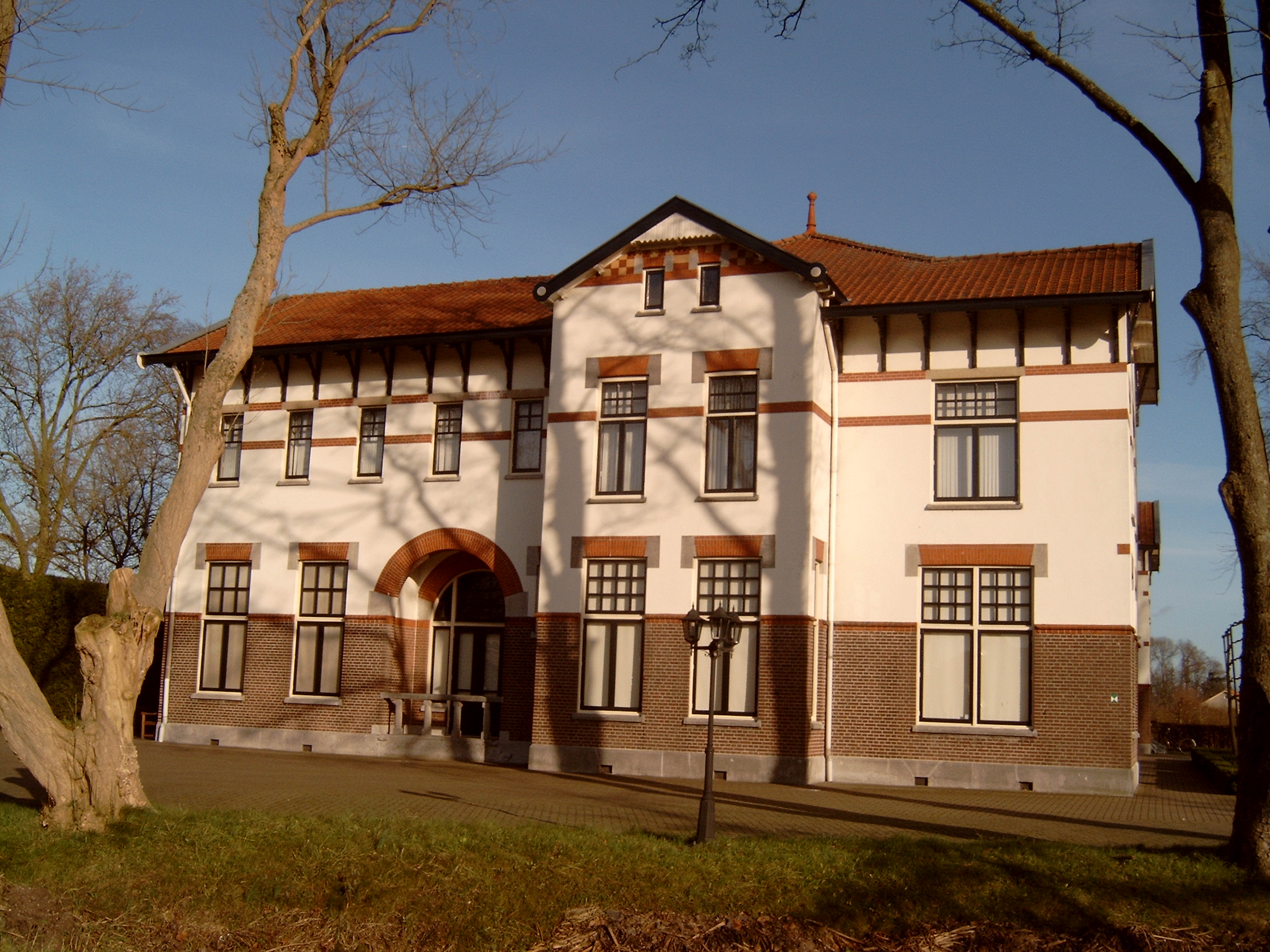
Zetten, la connaissance de l'histoire des soins infirmiers: het Witte Huis